# 1 000 mètres féminin de patinage de vitesse aux Jeux olympiques de 2022
Navigation
Pyeongchang 2018 Milan-Cortina 2026
Le 1 000 mètres féminin de patinage de vitesse aux Jeux olympiques d'hiver de 2022 a lieu le 17 février 2022 à l'Anneau national de patinage de vitesse de Pékin.

## Programme
Tous les horaires correspondent à l'UTC+8.
| Date                  | Horaire         |
| --------------------- | --------------- |
| Jeudi 17 février 2022 | Début à 16 h 30 |

## Records
Avant cette compétition, les records dans cette discipline étaient les suivants :
| Record du monde    | 1 min 11 s 61 | Brittany Bowe   | États-Unis | 9 mars 2019     | Salt Lake City |
| Record olympique   | 1 min 13 s 56 | Jorien ter Mors | Pays-Bas   | 14 février 2018 | Gangneung      |
| Record de la piste | 1 min 17 s 89 | Isabel Grevelt  | Pays-Bas   | 9 octobre 2021  | Pékin          |

## Résultats
| Rang                                | Série | Couloir   | Patineur           | Nationalité     | Temps            | Retard    |
| ----------------------------------- | ----- | --------- | ------------------ | --------------- | ---------------- | --------- |
| Médaille d'or, Jeux olympiques      | 13    | Intérieur | Miho Takagi        | Japon           | 1 min 13 s 19 OR | —         |
| Médaille d'argent, Jeux olympiques  | 11    | Extérieur | Jutta Leerdam      | Pays-Bas        | 1 min 13 s 83    | + 0 s 64  |
| Médaille de bronze, Jeux olympiques | 15    | Extérieur | Brittany Bowe      | États-Unis      | 1 min 14 s 61    | + 1 s 42  |
| 4                                   | 13    | Extérieur | Angelina Golikova  | ROC             | 1 min 14 s 71    | + 1 s 52  |
| 5                                   | 3     | Extérieur | Antoinette de Jong | Pays-Bas        | 1 min 14 s 92    | + 1 s 73  |
| 6                                   | 12    | Extérieur | Ireen Wüst         | Pays-Bas        | 1 min 15 s 11    | + 1 s 92  |
| 7                                   | 11    | Intérieur | Kimi Goetz         | États-Unis      | 1 min 15 s 40    | + 2 s 21  |
| 8                                   | 5     | Intérieur | Vanessa Herzog     | Autriche        | 1 min 15 s 644   | + 2 s 454 |
| 9                                   | 15    | Intérieur | Daria Kachanova    | ROC             | 1 min 15 s 649   | + 2 s 459 |
| 10                                  | 14    | Extérieur | Nao Kodaira        | Japon           | 1 min 15 s 65    | + 2 s 46  |
| 11                                  | 6     | Intérieur | Nadezhda Morozova  | Kazakhstan      | 1 min 15 s 69    | + 2 s 50  |
| 12                                  | 2     | Intérieur | Alexa Scott        | Canada          | 1 min 15 s 79    | + 2 s 60  |
| 13                                  | 10    | Intérieur | Olga Fatkulina     | ROC             | 1 min 15 s 87    | + 2 s 68  |
| 14                                  | 14    | Intérieur | Li Qishi           | Chine           | 1 min 15 s 99    | + 2 s 80  |
| 15                                  | 5     | Extérieur | Yin Qi             | Chine           | 1 min 16 s       | + 2 s 81  |
| 16                                  | 8     | Intérieur | Kim Min-sun        | Corée du Sud    | 1 min 16 s 49    | + 3 s 30  |
| 17                                  | 8     | Extérieur | Karolina Bosiek    | Pologne         | 1 min 16 s 54    | + 3 s 35  |
| 18                                  | 4     | Extérieur | Ragne Wiklund      | Norvège         | 1 min 16 s 59    | + 3 s 40  |
| 19                                  | 10    | Extérieur | Yekaterina Aydova  | Kazakhstan      | 1 min 16 s 70    | + 3 s 51  |
| 20                                  | 12    | Intérieur | Andżelika Wójcik   | Pologne         | 1 min 16 s 83    | + 3 s 64  |
| 21                                  | 4     | Intérieur | Ekaterina Sloeva   | Biélorussie     | 1 min 16 s 83    | + 3 s 64  |
| 22                                  | 9     | Extérieur | Jin Jingzhu        | Chine           | 1 min 16 s 90    | + 3 s 71  |
| 23                                  | 2     | Extérieur | Ellia Smeding      | Grande-Bretagne | 1 min 17 s 17    | + 3 s 98  |
| 24                                  | 9     | Intérieur | Huang Yu-ting      | Taipei chinois  | 1 min 17 s 35    | + 4 s 16  |
| 25                                  | 7     | Extérieur | Kim Hyun-yung      | Corée du Sud    | 1 min 17 s 50    | + 4 s 31  |
| 26                                  | 6     | Extérieur | Maddison Pearman   | Canada          | 1 min 17 s 66    | + 4 s 47  |
| 27                                  | 7     | Intérieur | Nikola Zdráhalová  | Tchéquie        | 1 min 18 s 75    | + 5 s 56  |
| 28                                  | 1     | Extérieur | Sandrine Tas       | Belgique        | 1 min 18 s 79    | + 5 s 60  |
| 29                                  | 3     | Intérieur | Mihaela Hogaş      | Roumanie        | 1 min 19 s 33    | + 4 s 14  |
| 30                                  | 1     | Intérieur | Park Ji-woo        | Corée du Sud    | 1 min 19 s 39    | + 6 s 20  |